# Loi sur l'enseignement supérieur de 1965
Pour les articles homonymes, voir HEA.
La loi sur l'enseignement supérieur de 1965 (Higher Education Act of 1965 en anglais, ou HEA) est une loi fédérale américaine adoptée le 8 novembre 1965 sous la présidence de Lyndon B. Johnson, dans le cadre de son programme économique et social dit de la « Grande Société ».
La loi renforce le financement public fédéral des universités et facultés américaines et prévoit un système d'aide financière aux étudiants, sous la forme de bourses d'études et prêts étudiants à bas taux.